# Видень (зупинний пункт)
Видень — пасажирський залізничний зупинний пункт Коростенської дирекції Південно-Західної залізниці на одноколійній електрифікованій змінним струмом лінії Коростень — Звягель I між станціями Обвідний (7 км) та Гранітний (6 км). Розташований в селі Вигів Коростенського району Житомирської області.

## Пасажирське сполучення
На зупинному пункті зупиняються приміські поїзди сполученням Коростень — Шепетівка.